# Ferrovia di Chiba Newtown
La Ferrovia di Chiba Newtown (千葉ニュータウン鉄道?, Chiba Nyūtaun Tetsudō) è una compagnia ferroviaria giapponese del terzo settore proprietaria di parte della linea Hokusō nella prefettura di Chiba.
È una consociata interamente controllata dalla Ferrovie Keisei e appartiene al Gruppo Keisei, la sua sede centrale si trova all'interno dell'edificio della Keisei nella città di Ichikawa. Il direttore e presidente rappresentativo è un funzionario della Keisei.

## Storia
La linea tra la stazione di Komuro e la stazione di Inba-Nihon-Idai è stata costruita dal governo della prefettura di Chiba e dalla Housing and Urban Development Corporation. La stessa compagnia ha aperto, tra il 1984 e il 2000, una linea ferroviaria come unico sistema di trasporto per collegare Chiba New Town al centro della città, assumendo parte della licenza per la linea ferroviaria Chiba Prefectural North Chiba (estensione della Linea 10 della Toei) e diventando un operatore ferroviario. Quando la linea è stata inaugurata, era nota come “Housing and Urban Development Corporation Chiba New Town Line (abbreviata in ‘KODAN Line’)”, e l'azienda stessa possedeva il materiale rotabile e le strutture ferroviarie, affidandone l'esercizio alla ferrovia di terzo settore Hokusō Kaihatsu Railway (ora Ferrovia Hokusō), che aveva aperto la linea tra la stazione di Kita-Hatsutomi e la stazione di Komuro.
Nel 2004, quando l'Housing and Urban Development Corporation è stata riorganizzata da ente pubblico a ente amministrativo indipendente (Agenzia per il Rinascimento Urbano), è stato deciso di trasferire le linee dell'ente pubblico a un'altra entità e di ritirarsi dall'attività ferroviaria. Nel marzo 2004, la Ferrovie Keisei, che è anche la società madre della Hokuso Kaihatsu Railway, ha costituito la Ferrovia di Chiba Newtown ed ha rilevato l'attività ferroviaria sulla linea, il nome della linea diventa Linea Hokusō.

## Linee ferroviarie
La società possiede la parte della linea Hokusō tra le stazioni Komuro e Inba-Nihon-Idai, il resto della linea appartiene alla compagnia Hokusō.

## Materiale rotabile
Sebbene non gestisca una linea ferroviaria, la Ferrovia di Chiba Newtown dispone di un proprio materiale rotabile che opera sulla linea Hokusō e sulle linee interconnesse.

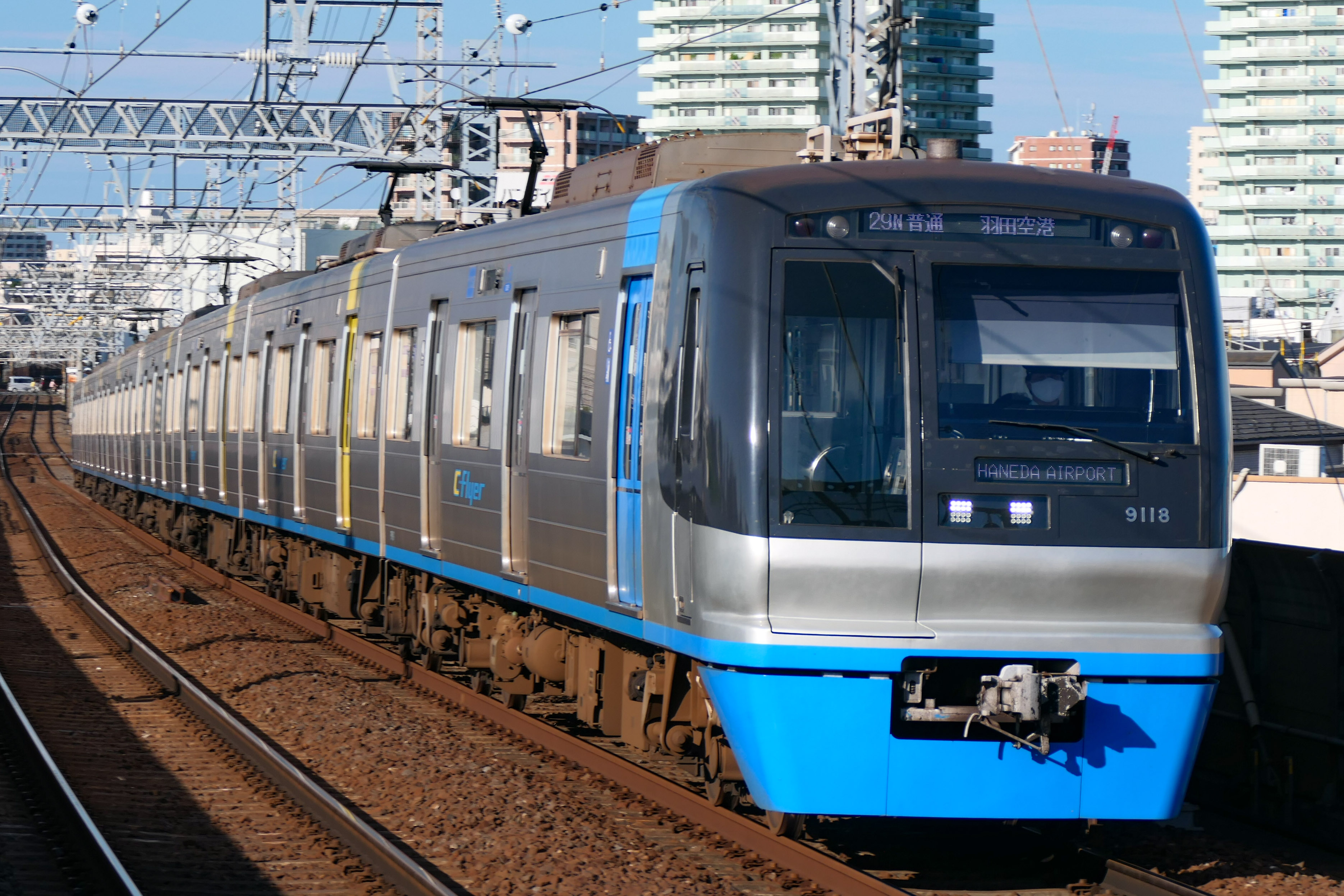
Serie 9100
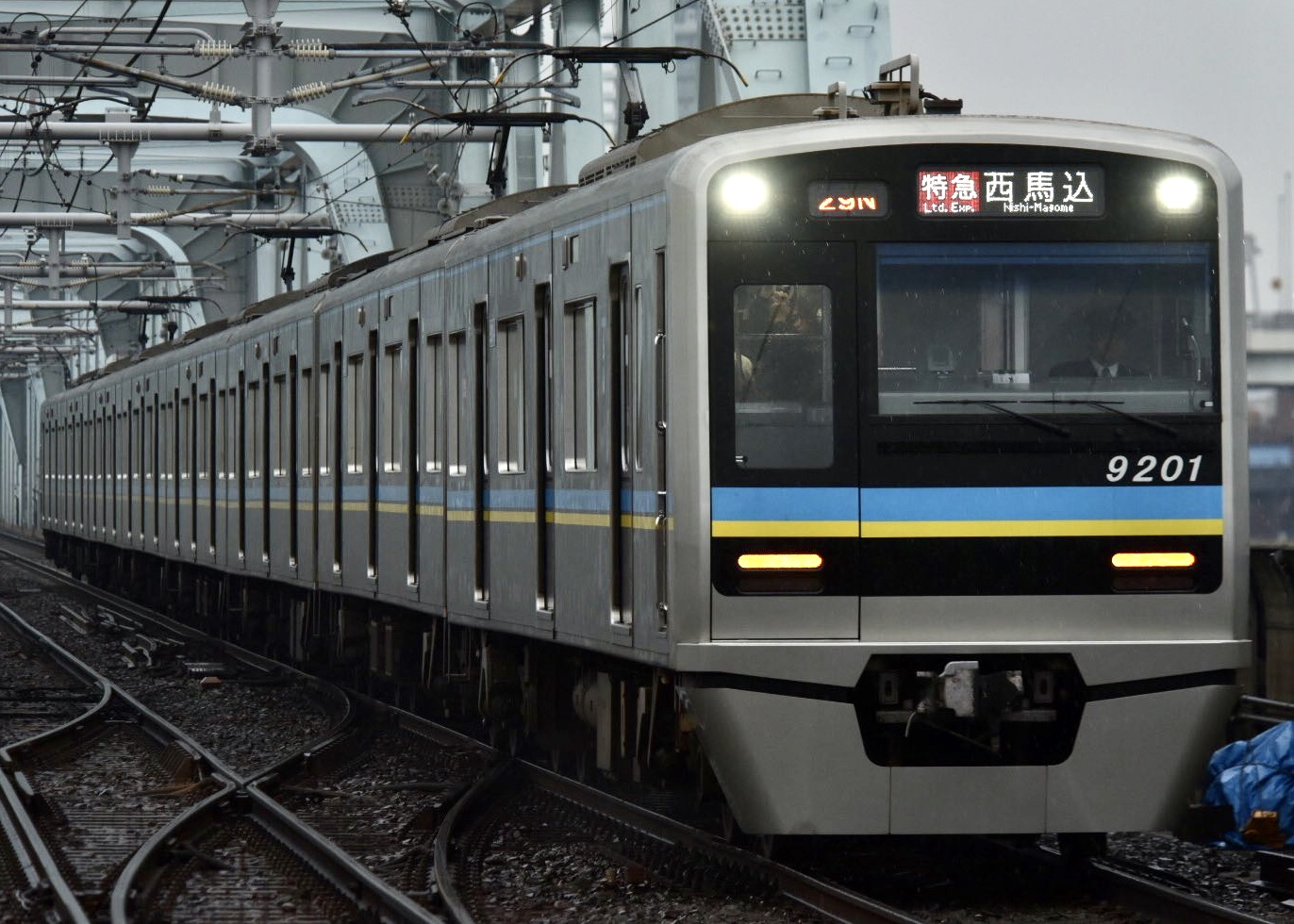
Serie 9200
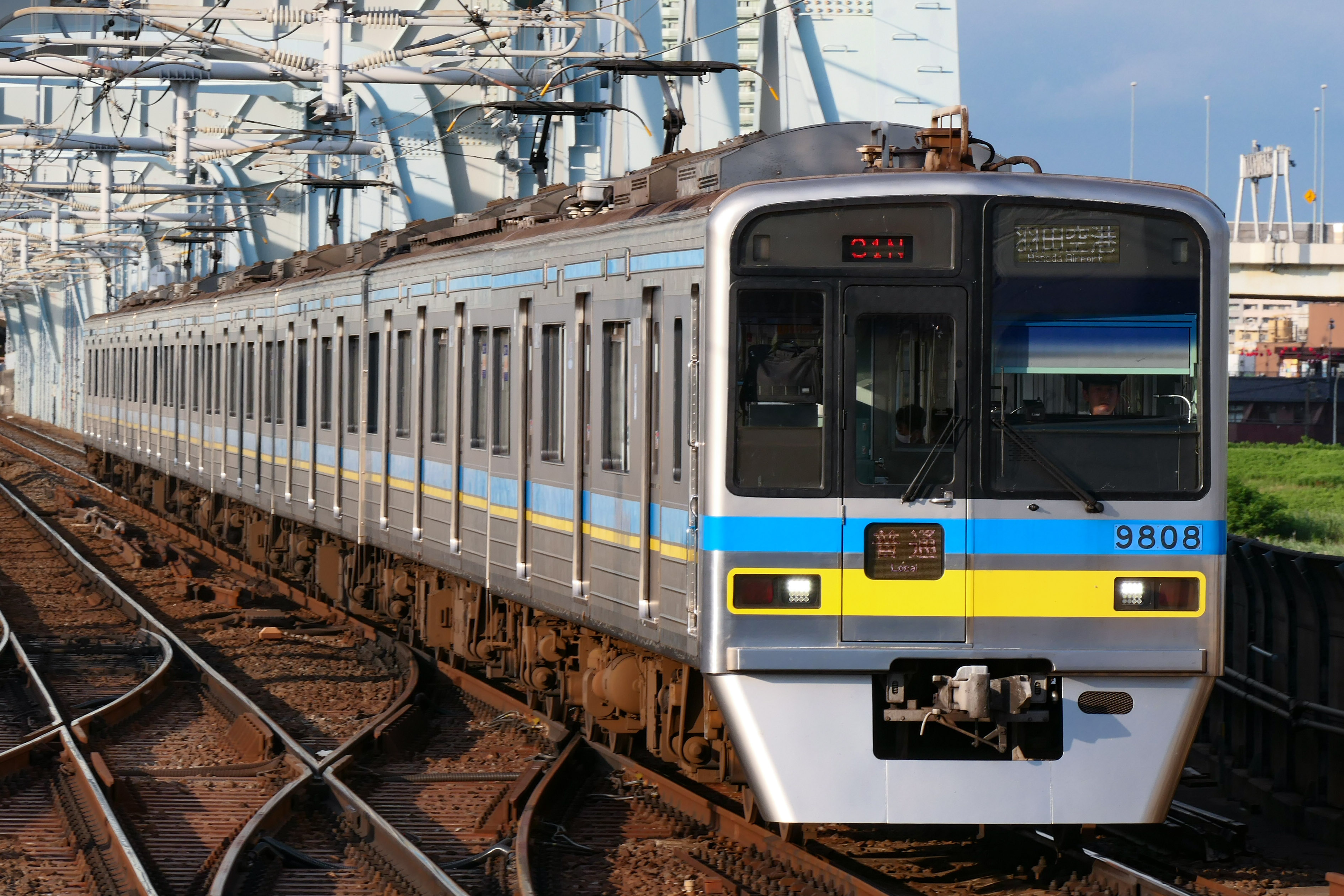
Serie 9800

- Serie 9100
- Serie 9200
- Serie 9800